# Die Erziehung des Christlichen Fürsten
Die Erziehung des Christlichen Fürsten (lat.: Institutio Principis Christiani) ist eines der pädagogischen Hauptwerke des Erasmus von Rotterdam. Er schrieb diesen „Fürstenspiegel“ in Löwen, als er dort ab 1516 Hofrat des späteren Kaisers Karl V. war. Es ist ein Leitfaden für eine friedliche Politik auf der Basis christlich moralischer Grundsätze, in dem sich die staatspolitischen Intentionen des Erasmus wiederfinden, die fast deckungsgleich auch in der Utopia seines Freundes Thomas Morus zu erkennen sind. 

## Inhalt
Erasmus empfiehlt, dass ein Herrscher besagtes Buch nicht in die Hand nehmen solle, um sich zu „unterhalten“, sondern „um besser“ zu werden. Bereits das Inhaltsverzeichnis ist dazu ein „Leitfaden“:
- 1. Geburt und Erziehung des christlichen Fürsten
- 2. Abwehr der Schmeichler
- 3. Aufgaben in Friedenszeiten
- 4. Steuern und Abgaben
- 5. Die Wohltätigkeit des Fürsten
- 6. Schaffung und Verbesserung von Gesetzen
- 7. Behörden und Ämter
- 8. Bündnisse
- 9. Heiratspolitik
- 10. Aufgaben des Herrschers im Frieden
- 11. Die Last des Krieges

Erasmus ist in dieser Zeit (später sah er das deutlich kritischer) fest davon überzeugt, dass ein guter Staat nur durch einen fähigen, vorbildlichen Fürsten gerecht zu leiten sei: „Was Gott in der Ordnung des Himmlischen ist, das ist der Bischof in der Kirche und der Fürst im Staat“. 
Und weil es keine Möglichkeit gibt, den Fürsten zu wählen, und man nicht davon ausgehen könne, dass automatisch ein idealer Herrscher geboren wird, schreibt Erasmus einleitend, ist mit größter Sorgfalt der Erzieher eines künftigen Fürsten zu wählen, denn da, wo das Fürstentum erblich ist, ergibt sich die größte Herausforderung in der Erziehung des Thronfolgers; diese Aufgabe obliegt den Eltern bzw. den Fürstenerziehern. Weder eine strenge noch eine auf Strenge verzichtende Erziehung sei angebracht, sondern eine Erziehung mit Augenmaß:
Der Erzieher des künftigen Herrschers muss imstande sein, wie Seneca so treffend sagt, zu tadeln ohne zu beschimpfen, zu loben ohne zu schmeicheln, damit jener ihn wegen der Strenge seines Lebenswandels verehrt und zugleich wegen der Liebenswürdigkeit seines Charakters liebt.
Oberstes Ziel eines jeden Fürsten soll/muss es nach Erasmus sein, dem Allgemeinwohl zu dienen. Der Fürst soll sich in jeder seiner Handlungen um das Wohlergehen jedes einzelnen Bürgers sorgen und seine Entscheidungen stets nach den Bedürfnissen aller richten. Er selbst muss seine Wünsche dabei hinten anstellen und anspruchslos sein.

## Erasmus und Il Principe
Man kann Erasmus’ Werk als eine Antithese zu Niccolò Machiavellis um 1513 verfasstem Werk Il Principe auffassen. Während dieser nämlich tyrannisches Verhalten als Voraussetzung für den Machterhalt eines Fürsten sieht, beharrt Erasmus – in Antithese zu Machiavelli – auf ethischen Werten: In der Gerechtigkeit, Mäßigkeit und im Eifer für das Allgemeinwohl sieht er die Hauptattribute eines guten Fürsten. 
Erasmus führt aus, dass ein Fürst eher einen „weltlichen Gott“ darstellen – bezogen auf sein gutmütiges Verhalten – soll, als er in seinen politischen Handlungen einem Menschen gleicht. In diesem Punkt unterscheiden sich die zwei Standpunkte Machiavellis und Erasmus am stärksten, da Machiavelli den Fürsten hinsichtlich des Verhaltens eher mit einem Tier vergleicht, als mit einem Gott. Machiavelli hielt die moralischen Grundsätze wie Gerechtigkeit und Ehrlichkeit für den Fürsten in seiner Regierung für frei verfügbar, wenn dies die Regierungsgeschäfte verlangten. Da Erasmus genau die in Machiavellis Il Principe angeführten Beispiele (Verhalten des Herrschers verglichen mit dem eines Wolfs, einer Schlange bzw. eines Löwen) kritisiert und ihnen den Überbegriff „Tyrann“ beilegt, kann man Erasmus’ Werk als direkten Versuch der Widerlegung der in Il Principe aufgestellten moralischen Grundsätze interpretieren.
Während der Machiavellismus Gewalt als unvermeidbar betrachtet, akzeptiert Erasmus von Rotterdam Krieg nur dann, wenn das gesamte Volk darin die einzige Möglichkeit sieht und der Fürst wirklich alle friedlichen Optionen ausgeschöpft hat. Dies schließt jegliche Eroberungskriege aus und erlaubt lediglich im äußersten Falle den Krieg zur Verteidigung. Damit vertritt er die allgemein akzeptierte theologische Lehrmeinung über den gerechten Krieg.